# Jacques-Joseph de Lort
Jacques-Joseph de Lort, seigneur de Farlet, dit le « marquis de Sérignan » (titre de courtoisie), né le 7 mai 1659 et mort le 1er février 1727 à Montpellier, est un officier de marine français des XVIIe et XVIIIe siècles, chef d'escadre des armées navales du Roi, chevalier de Saint-Louis.

## Biographie

### Origines et famille
Jacques-Joseph de Lort descend de la Maison de Lort, seigneurs de Sérignan, une des plus « anciennes familles du Languedoc, une des plus distinguées par ses alliances et ses nombreux services militaires. Elle est originaire de la Guyenne, où son nom est connu parmi ceux de la principale noblesse, dès le commencement du XIIIe siècle. »
Il est le deuxième fils de Henri II de Lort, seigneur de Sérignan et Marie de Grasset.

### Carrière dans la Marine royale
Il passe dans la Marine royale, au sein du corps des galères. À 21 ans, il est fait successivement sous-lieutenant de la galère La Réale le 26 janvier 1680, lieutenant de la galère La Ferme le 1er janvier 1684, il est au bombardement de Gênes la même année, sous les ordres du lieutenant-général Abraham Duquesne. 
Capitaine de la galère Madame le 15 février 1695, chevalier de l'ordre royal et militaire de Saint-Louis le 28 juillet 1705, et chef d'escadre des armées navales le 23 novembre 1723.

## Mariage et descendance
Il épouse en 1709 à Anne Pellet de Moissac. De cette union naissent :
- François de Lort (1714-1747) tué au combat
- Pierre de Lort, marquis de Sérignan (1715-1756)
- Gabriel Joseph Françoise de Lort (†1735)
- Anne Marguerite de Lort, elle épouse le 24 mars 1739 Jacques de la Roque.
- Jean Baptiste Noël de Lort
- Gilbert Antoine de Lort (né en 1716)
- Jacques Joseph Pierre de Lort
- Marguerite Françoise de Lort

### Sources et bibliographie
- Louis Lainé, Archives généalogiques et historiques de la noblesse de France sur Google Livres, Paris, 1828